# Karel Kovač
Karel Kovač, slovenski zgodovinar in arhivar, * 3. oktober 1880, Ljubljana, † 24. oktober 1917, Tolmin.
Bil je nezakonski otrok Karoline Kovač. Karel Kovač, zgodovinar, rojen v Ljubljani, padel v prvi svetovni vojni v bitki pri Tolminu je študiral zgodovino v Gradcu in pozneje od leta 1903 do 1906 v Innsbrucku, kjer je po končanem študiji vstopil v službo pri tamkajšnem arhivu. Nato je odšel v Dubrovnik kot načelnik državnega arhiva, za katerega je sestavil dobro uporabljiv inventarni pregled, ki pa ga ni mogel več objaviti. V Mitteilungen des Instituts für österr. Geschichtsforschung 1909 je v članku »Ein Zehentverzeichnis aus der Diözese Aquileja vom J. 1296«  podal iz vatikanskega arhiva najstarejši znani desetinski register z važnim zaznamkom farâ in beneficiatov naših pokrajin. Prav tam je 1913 razpravljal o tajni diplomatski pisavi dubrovniške republike.